# HMS Ark Royal (1587)
HMS Ark Royal – angielski XVI-wieczny galeon, okręt flagowy Lorda Wysokiego Admirała Charlesa Howarda podczas walk z hiszpańską Wielką Armadą w 1588 roku. Był pierwszym spośród pięciu okrętów Royal Navy noszących do dziś tę nazwę. Zbudowano go w roku 1587 w stoczni Royal Dockyard w Deptford nad Tamizą, pozostawał w służbie blisko 50 lat.

## Historia
„Ark Royal” został zbudowany przez szkutnika R. Chapmana na zamówienie sir Waltera Raleigh i pierwotnie nosił nazwę „Ark Raleigh”. Podobnie jak inne angielskie galeony z tamtego okresu, które znane są jako razee, czyli „strzyżone”, charakteryzował się obniżoną nadbudówką dziobową, smukłym kadłubem oraz ożaglowaniem pozwalającym na lepsze wykorzystanie, w porównaniu ze starszymi konstrukcjami, warunków pogodowych na morzu. Ponieważ Walter Raleigh był zadłużony wobec Korony, królowa Elżbieta I odkupiła od niego okręt za kwotę 5000 ówczesnych funtów, co admirał Howard określił jako „dobrze wydane pieniądze”. Okręt został przemianowany na „Ark Royal” i wcielony do służby jako królewski galeon.
W 1588 roku „Ark Royal”, jako największy z angielskich galeonów nowego typu, został flagowym okrętem angielskiej floty pod dowództwem admirała Charlesa Howarda i wziął udział w walkach przeciwko Wielkiej Armadzie. Przez cały okres walk „Ark Royal” był wyróżniającym się okrętem, pod Plymouth 31 lipca jako pierwszy zaatakował hiszpańską karakę „La Rata Santa Maria Encoronada”, którą Anglicy błędnie zidentyfikowali jako okręt flagowy Armady. Pod Portland Bill 2 sierpnia „Ark Royal” pierwszy raz zmierzył się z flagowym galeonem księcia Medina-Sidonia „San Martin”, ostrzeliwując przeciwnika z dystansu, i mimo kilkakrotnych prób abordażu uniknął ich dzięki sprawnemu manewrowaniu. W pewnym momencie bitwy hiszpański okręt opuścił nawet marsle, zachęcając Anglików do podpłynięcia bliżej i rozegrania bitwy na pokładach, ale admirał Howard zignorował ten rycerski gest, mając na uwadze angielską taktykę morską, która kładła nacisk na manewrowanie okrętem i salwy burtowe artylerii. W bitwie pod Gravelines 8 sierpnia „Ark Royal” początkowo starł się z osadzonym na mieliźnie galeasem „San Lorenzo”, później walczył z hiszpańskimi galeonami osłaniającymi centrum Armady.
W 1596 roku „Ark Royal” został ponownie flagowym okrętem admirała Charlesa Howarda w czasie udanego ataku na Kadyks. Hiszpańskiej flocie zadano poważne straty, niszcząc 32 statki i okręty, w tym 4 wielkie galeony z nowej serii „apostołów” („San Felipe” i „San Tomas” zniszczono, „San Andres” i „San Mateo” zdobyto), ponadto angielskie wojska lądowe pod dowództwem hrabiego Essex całkowicie zburzyły i splądrowały miasto, będące jednym z najważniejszych XVI-wiecznych portów hiszpańskich.
W 1608 „Ark Royal” został przebudowany w stoczni Woolwich Dockyard pod kierunkiem szkutnika Phinneasa Petta i nazwany „Anne Royal” na cześć małżonki nowego angielskiego monarchy Jakuba I Stuarta. Okręt, wodowany 22 czerwca 1608 roku, został sklasyfikowany jako „Royal Ship” (późniejsza I ranga). Uzbrojenie „Anne Royal” składało się z 44 dział z brązu (lżejszych, ale droższych niż szerzej stosowane działa z żeliwa).
W 1625 „Anne Royal” ponownie został flagowym okrętem floty angielskiej i pod dowództwem Edwarda Cecila, wicehrabiego Wimbledon, wziął udział w kolejnej wyprawie na Kadyks (kapitanem okrętu był Thomas Love). Tym razem ekspedycja, której koszt szacowano na 250 tys. ówczesnych funtów zakończyła się kompletnym niepowodzeniem. „Anne Royal” wrócił z wyprawy z mocno zdekompletowaną załogą, mając na pokładzie 160 chorych (130 osób zmarło wcześniej w trakcie wyprawy wskutek chorób dziesiątkujących załogi).
W 1636 „Anne Royal” nadal pozostawał w służbie pod dowództwem wiceadmirała Johna Penningtona. W tym samym roku zatonął na rzece Medway w hrabstwie Kent w Anglii. Okręt, stojący na kotwicy, osiadł na dnie w trakcie odpływu, uszkadzając poszycie. W trakcie próby zejścia z mielizny „Anne Royal” wywrócił się i zatonął. Okręt wydobyto wielkim kosztem, ale naprawa okazała się nieopłacalna i wkrótce potem wrak rozebrano.